# Broken Bells
Broken Bells er en indie-rock-gruppe fra USA bestående af James Mercer (The Shins) og Brian Burton a.k.a Danger Mouse. De mødtes til Roskilde Festival 2004.

## Diskografi

### Studioalbum
| År   | Albumdetaljer                                                            | Hitlisteplaceringer | Hitlisteplaceringer | Hitlisteplaceringer | Hitlisteplaceringer | Hitlisteplaceringer | Hitlisteplaceringer | Hitlisteplaceringer | Hitlisteplaceringer |
| År   | Albumdetaljer                                                            | US                  | US Alt.             | US Rock             | AUS                 | CAN                 | DEN                 | SWE                 | UK                  |
| ---- | ------------------------------------------------------------------------ | ------------------- | ------------------- | ------------------- | ------------------- | ------------------- | ------------------- | ------------------- | ------------------- |
| 2010 | Broken Bells - Udgivelsesdato: 9. marts 2010 - Udgiver: Columbia Records | 7                   | 2                   | 3                   | 20                  | 16                  | 14                  | 40                  | 47                  |

### EP'er
| År   | Albumdetaljer                                                              |
| ---- | -------------------------------------------------------------------------- |
| 2011 | Meyrin Fields - Udgivelsesdato: 29. marts 2011 - Udgiver: Columbia Records |

### Singler
| År                                              | Single             | hitlisteplaceringer | hitlisteplaceringer | hitlisteplaceringer | hitlisteplaceringer | Album        |
| År                                              | Single             | US Rock             | US Alt.             | CAN                 | JPN                 | Album        |
| ----------------------------------------------- | ------------------ | ------------------- | ------------------- | ------------------- | ------------------- | ------------ |
| 2009                                            | "The High Road"    | 15                  | 10                  | 75                  | 60                  | Broken Bells |
| 2010                                            | "The Ghost Inside" | 42                  | 22                  | —                   | —                   | Broken Bells |
| 2010                                            | "October"          | —                   | —                   | —                   | —                   | Broken Bells |
| 2011                                            | "Vaporize"         | —                   | —                   | —                   | —                   | Broken Bells |
| "—" Markerer en single, der ikke kom på charten |                    |                     |                     |                     |                     |              |